# Жайворонки на струні
Жайворонки на струні ( чеськ. Skřivánci na niti   ) - це чеський фільм 1969 року режисера Іржі Менцеля. Фільм був заборонений урядом Чехословацької Республіки, але згодом вийшов у прокат у 1990 році після падіння комуністичного режиму. У фільмі розповідається про  історії різних персонажів, яких комуністичний уряд Чехословаччини в 1950-х рр.  Він виграв " Золотого ведмедя" на 40-му Берлінському міжнародному кінофестивалі . 

## Актори
- Рудольф Грушинський - довіреною особою
- Властиміл Бродський як професор
- Вацлав Неккар у ролі Павла Хвездара
- Jitka Zelenohorská як Jitka
- Ярослав Саторанський у ролі гвардії Анделя
- Володимир Шмераль на посаді міністра
- Фердинанд Крута у ролі Кудли
- Франтішек Чехак у ролі Дробецека
- Леош Сухаржіпа на посаді прокурора
- Володимир Птачек у ролі Млікара
- Євген Єгоров в ролі саксофоніста (в ролі Євжена Єгорова)
- Наня Урбанкова у ролі Ленки
- Вера Кршесадлова як засуджена
- Вера Фербасова як засуджена
- Іржина Штепнічкова як мати Павла